# Abinomn
Abinomn (of Avinomen en soms ook Foya of Foja) is een geïsoleerde Papoeataal die gesproken wordt door zo'n 300 mensen (1999) op Papoea, Indonesië.
De persoonlijke voornaamwoorden in het Abinomn zijn:
| ik       | mit    | wij tweeën    | mor | wij    | awp |
| u        | ni     | jullie tweeën | por | jullie | pi  |
| hij, zij | in, nn | zij tweeën    | nar | zij    | kn  |